# Мидзухара, Кико
Кико Мидзухара (яп. 水原 希子 Мидзухара Кико, род. 15 октября 1990 года) — урождённая Одри Кико Дэниел (Audrie Kiko Daniel) — японская модель и актриса. Является бывшей эксклюзивной моделью японского журнала мод «ViVi» и японской версии американского журнала для подростков «Seventeen».

## Биография
Кико родилась в Далласе, штат Техас, её мать — японская гражданка корейского происхождения, а отец — американец. Имеет младшую сестру, Эшли («Юка»), которая также является моделью. Когда Кико исполнился год, её семья переехала в Токио, а затем поселилась в Кобе (Япония), где её отец получил работу. В 2003 году, когда Кико исполнилось 13 лет, её родители развелись. Отец вернулся в США, а она осталась с матерью в Кобе. До 16-летнего возраста, пока не переехала в Токио, Кико была занята в модельной сфере на полный рабочий день. Хотя она прожила в Японии большую часть своей жизни, Кико также имеет американское гражданство и кроме японского языка свободно общается на английском.

## Карьера
В 2001 году началась её карьера модели: на конкурсе, проводимом журналом «Seventeen», Кико была выбрана читателями и редакцией, как «Miss Seventeen» (мисс Семнадцать) и стала эксклюзивной моделью и лицом журнала в течение следующих трёх лет. Позже Кико работала в журнале «ViVi», но затем прекратила с ним контракт, когда началась её актёрская карьера, и работа постоянной модели для японской версии американского журнала мод «Nylon», и других высококачественных изданий моды. В большом кино она дебютировала в фильме «Норвежский лес» (2010) в качестве одного из главных персонажей — Мидори.

## Фильмография
- «Норвежский лес» (2010)
- «Хелтер-скелтер» (2012) (Herutâ sukerutâ)
- "Я – Вспышка!" (2012) (I'm Flash!)
- "Платиновые данные" (2013) (Platina data)
- Дорама "Шоколатье с разбитым сердцем" (2013)
- «Атака титанов» (2015)